# Layla Roberts
Layla Harvest Roberts (Kealakekua, Hawái, 22 de octubre de 1974) es una modelo y actriz estadounidense que fue playmate de octubre de 1997 de la revista playboy.

## Biografía
Roberts asistió a la escuela secundaria en Beverly Hills. Fue descubierta por un empleado de Elite Model Management como modelo. Ella apareció en un episodio de la serie de televisión estadounidense Baywatch. Más tarde, protagonizó películas de Hollywood como Armageddon con Bruce Willis y Beowulf protagonizada por Christopher Lambert. También fue modelo en la portada de las revistas Gentlemen's Quarterly, FHM y Maxim.
En 2004, Roberts se casó con el empresario de internet John Hilinski, uno de los cofundadores de AltaVista. Juntos tienen una hija.

## Filmografía
- 1998 : Armageddon - Molly Mounds
- 1998 : Erotic Confessions - 1 episodio - Jacqueline Stone
- 1999 : Beowulf - la madre de Grendel
- 2000 : Red Letters - Cheryl Russo

### Televisión
- 1997 : Baywatch (Serie de TV) - Nola
- 1998 : Erotic Confessions (Serie de TV) - Jacqueline Stone